# Eucereon imprimata
Eucereon imprimata är en fjärilsart som beskrevs av Walker 1864. Eucereon imprimata ingår i släktet Eucereon och familjen björnspinnare. Inga underarter finns listade i Catalogue of Life.